# CC chemokine ligand 2

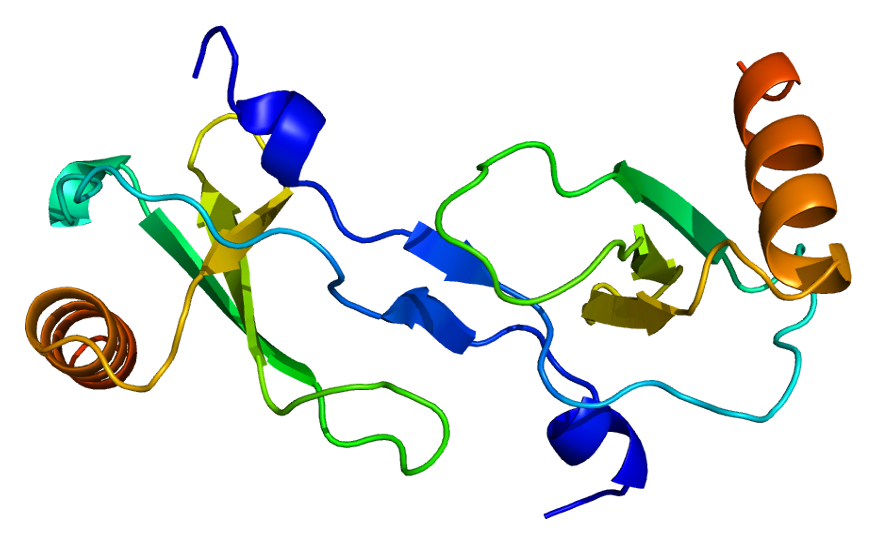
Lintdiagram van CC chemokine ligand 2

De CC chemokine ligand 2 (CCL2: chemokine (C-C motif) ligand 2) wordt ook monocyte chemoattractant protein 1 (MCP1) and small inducible cytokine A2 genoemd. CCL2 is een klein cytokine dat behoort tot de CC-chemokinefamilie. CCL2 reguleert de cellulaire mechanica (vervorming, waardoor de cellen ook door de haarvaten kunnen gaan) waardoor monocyten, T-geheugencellen en dendritische cellen naar de plaatsen van ontsteking, die worden veroorzaakt door weefselbeschadiging of infectie, kunnen gaan.

## Genomica
In het menselijk genoom bevinden CCL2 en vele andere CC chemokinen zich op chromosoom 17 (17q11.2-q21.1).[8] Het gen bestaat uit 1.927 basen en het CCL2-gen bevindt zich op de DNA-plusstreng). Het CCL2-gen heeft drie exons en twee introns. De CCL2-eiwitvoorloper bevat een signaalpeptide van 23 aminozuren. Op zijn beurt is het CCL2 76 aminozuren lang. Het voorspelde gewicht van CCL2 is 11,025 kilodalton (kDa).

## Populatiegenetica
Bij mensen kunnen de niveaus van CCL2 aanzienlijk variëren. Bij witte mensen van Europese afkomst is de multivariabel aangepaste erfelijkheid van CCL2-concentraties maar liefst 0,37 in het bloedplasma en 0,44 in het serum.

## Moleculaire biologie
CCL2 is een monomeerpolypeptide, met een molecuulgewicht van ongeveer 13-15 kDa, afhankelijk van de niveaus van glycosylering. CCL2 is verankerd in het plasmamembraan van endotheelcellen door glycosaminoglycaanzijketens van proteoglycanen. CCL2 wordt voornamelijk uitgescheiden door monocyten, macrofagen en dendritische cellen. De van bloedplaatjes afkomstige groeifactor is een belangrijke inductor van het CCL2-gen.
CCR2 (CC chemokine receptor type 2) en CCR4 (CC chemokine receptor type 4) zijn twee celoppervlakreceptoren die CCL2 binden.
CCL2 vertoont een chemotaxische activiteit voor monocyten en basofielen. Het trekt echter geen neutrofielen of eosinofielen aan. Na verwijdering van het N-terminusresidu verliest CCL2 zijn aantrekkelijkheid voor basofielen en wordt het een  chemo-attractant voor eosinofielen. Basofielen en mestcellen die met CCL2 worden behandeld, geven hun korrels af aan de intercellulaire ruimte. Dit effect kan ook worden versterkt door een voorbehandeling met IL-3 of zelfs door andere cytokines. CCL2 vergroot de antitumoractiviteit van monocyten en is essentieel voor de vorming van granulomen. Het CCL2-eiwit wordt een CCR2-antagonist wanneer het wordt gesplitst door metalloprotease MMP-12 (matrix metallopeptidase 12).
CCL2 kan worden gevonden op de plaatsen waar tanden doorkomen en bij botafbraak. In het bot wordt CCL2 tot expressie gebracht door volwassen osteoclasten en osteoblasten en staat het onder controle van de nuclear factor 'kappa-light-chain-enhancer' of activated B-cells (NF-κB) in de menselijke osteoclasten, CCL2 en RANTES (CCL5} (gereguleerd op activering van normale T-cellen die tot expressie worden gebracht en uitgescheiden). Zowel MCP-1 als RANTES induceren de vorming van TRAP-positieve (Tartraatresistente zure fosfatase), multinucleaire cellen uit met M-CSF (macrofaag koloniestimulerende factor) behandelde monocyten in afwezigheid van RANKL (Receptor activator of nuclear factor kappa-Β ligand), maar produceerden osteoclasten waarbij cathepsine K-expressie en resorptief vermogen ontbraken. Er wordt voorgesteld dat CCL2 en RANTES fungeren als autocriene (uitgescheiden door de cel zelf) lus bij de celdifferentiatie van menselijke osteoclasten.
CCL2 wordt ook tot expressie gebracht door zenuwcellen, astrocyten en microglia. De expressie van CCL2 in zenuwcellen wordt voornamelijk aangetroffen in de hersenschors, globus pallidus, hippocampus, paraventriculaire en supraoptische hypothalamische nuclei, laterale hypothalamus, substantia nigra, nucleus nervi facialis, motorische en spinal trigeminal nuclei, gigantocellulaire reticulaire nucleus en in purkinjecellen in de kleine hersenen.

## Klinisch belang
CCL2 is betrokken bij de pathogenese van verschillende ziekten die worden gekenmerkt door monocytische infiltraten, zoals psoriasis, reumatoïde artritis en atherosclerose.
Toediening van anti-CCL2-antilichamen in een model van glomerulonefritis vermindert de infiltratie van macrofagen en T-cellen, de vorming van sikkelcelanemie, evenals littekens en nierfalen..
CCL2 is betrokken bij de zenuwontstekingsprocessen die plaatsvinden bij de verschillende ziekten van het centrale zenuwstelsel, die worden gekenmerkt door neuronale degeneratie. CCL2-expressie in gliacellen is verhoogd bij epilepsie, hersenischemie, de ziekte van Alzheimer, experimentele autoimmuun enzephalomyelitis (EAE)  en traumatisch hersenletsel.
Hypomethylering van CpG-eilanden binnen het CCL2-promotorgebied wordt beïnvloed door hoge bloedglucose- en TG-waarden, waardoor de CCL2-waarden in het bloedserum stijgen. Dit laatste speelt een belangrijke rol bij de vasculaire complicaties van diabetes type 2.
CCL2 induceert amyline-expressie via ERK1/ERK2/JNK-AP1 en NF-κB-gerelateerde signaalroutes, onafhankelijk van CCR2. Upregulatie van amyline door CCL2 draagt bij aan de verhoging van de plasma-amyline- en insulineresistentie bij obesitas.
Adipocyten in vetweefsl scheiden verschillende adipokines af die mogelijk betrokken zijn bij de negatieve overspraak tussen vetweefsel en skeletspieren. CCL2 schaadt de insulinesignalering in skeletspiercellen via ERK1/2-activering bij doses die vergelijkbaar zijn met de fysiologische plasmaconcentraties (200 pg/ml), maar er is geen sprake van activering van de NF-KB-route. CCL2 verminderde de door insuline gestimuleerde glucoseopname in myocyten aanzienlijk. CCL2 kan een moleculaire link vertegenwoordigen in de negatieve overspraak tussen vetweefsel en skeletspieren, waardoor CCL2 naast die bij ontsteking een geheel nieuwe belangrijke rol krijgt.
Incubatie van HL-1-hartspiercellen en menselijke myocyten met geoxideerd LDL induceerde de expressie van BNP- en CCL2-genen, terwijl eigen LDL (N-LDL:native (eigen) LDL) geen effect had.
Behandeling met melatonine bij oude muizen met leeftijdsgerelateerde leverontsteking verminderde de mRNA-expressie van TNF-α, IL-1β, HO (HMOX1 (Heme oxygenase 1) en HMOX2 (Heme oxygenase 2)), iNOS, CCL2, NF-κB1, NF-κB2 en NKAP (NF-kappa-B-activating protein) bij oude, mannelijke muizen. De genexpressie van TNF-α en IL-1β was ook verlaagd en IL-10 nam toe bij behandeling met melatonine. Exogene toediening van melatonine kon ontstekingen verminderen.